# Бикел, Александр
Александр Мордехай Бикел (17 декабря 1924, Бухарест — 8 ноября 1974, Нью-Хейвен) — американский правовед, специалист в области конституционного права. Основопологающая фигура современной теории конституционного права США.

## Биография
Родился в Бухаресте, в семье писателя и адвоката Шлойме Бикла (1896—1969) и Эти Шафер (1899—1972), племянник философа Элиезера (Лотара) Бикеля, двоюродный брат математика Питера Дж. Бикела. В 1939 году семья эмигрировала в США и поселилась в Нью-Йорке. В 1943—1945 годах проходил службу в армии. В 1947 году окончил Городской колледж Нью-Йорка, в 1949 году окончил Юридическую школу Гарвардского университета. Стажировался у Калверта Магрудера в апелляционном суде первого округа США.
В 1950—1952 годах служил представителем Государственного департамента США во Франкфурте и в Европейском оборонительном сообществе в Париже. По возвращении продолжил стажировку у члена Верховного суда США Феликса Франкфуртера (1952—1953).
С 1956 года — в Йельской школе права, с 1966 года — профессор права и истории юриспруденции, с 1974 года — Стерлингский профессор. В 1970 году был награждён Стипендией Гуггенхайма. Действительный член Американской академии искусств и наук (1971).

## Семья
- Жена (с 1959 года) — Джозефин Энн Бикел (урождённая Наполино, 1934—2016)[8]. Две дочери.

## Монографии
- The Least Dangerous Branch: The Supreme Court at the Bar of Politics. The Bobbs-Merrill Company, 1963; Yale University Press, 1986. — 306 pp.[9]
- Reform and Continuity: The Electoral College, the Convention, and the Party System. Harper & Row, 1971. — 122 pp.
- Politics And The Warren Court. Da Capo Press, 1973. — 311 pp.
- The Morality of Consent. Yale University Press, 1977. — 166 pp.
- The Supreme Court and the Idea of Progress. Yale University Press, 1978. — 224 pp.
- The History of the Supreme Court of the United States: Volume 9, The Judiciary and Responsible Government, 1910—1921. Cambridge University Press, 1985, 2007. — 1088 pp.